# 羅伊琳
羅伊琳（英語：Anna Law Yi Lam，1993年10月8日—），現任沙田區議會沙田北選區議員，游泳教練，中國內地旅遊博客。

## 生平

### 求學時期運動員生涯
羅伊琳早年就讀油蔴地天主教小學（海泓道）、沙田官立中學和港九潮州公會馬松深中學（預科）。她畢業於香港教育大學，主修運動科學。在學時亦曾參與學界體操比賽，學界游泳比賽，青苗草地滾球培訓計劃等。

### 中國內地旅遊博客生涯
羅伊琳早於大學時已經活躍內地旅遊，跟同校同學參與由香港中國旅遊出版社主辦的「美麗中國創意遊2016比賽」，以「一啖一故事」為題，與網民以圖片影片和文字分享及親身體驗不同中國少數民族的飲食文化，其後成為有關內地工作的旅遊博客。

### 從政生涯
羅伊琳父親為前任沙田區議會富龍選區議員（2000年 - 2015年）羅光強。
2020年，羅伊琳原定參選2020年香港立法會選舉新界東選區，為李梓敬名單，其後因應疫情延期及選舉改制而棄選。
2023年，羅伊琳參選2023年香港區議會選舉沙田北選區並成功當選。

## 學歷
- 油蔴地天主教小學（海泓道） (2000年 - 2006年)
- 沙田官立中學 (2006年 - 2011年)
- 港九潮州公會馬松深中學預科 (2011年 - 2013年)
- 香港教育大學科學教育榮譽學士(運動科學) (2013年 - 2017年)

## 履歷
- 地區組織「力行社」馬拉松比賽協辦者
- 康樂及文化事務署游泳池救生員
- 史丹福游泳學校游泳教練
- 巨流社游泳會游泳教練
- 香港電影《迷離夜》特約演員
- 中國內地旅遊博客
- 2024 - 2027年沙田北區議員

## 外部連結
- 羅伊琳
- 羅伊琳網誌 （页面存档备份，存于）
- 羅伊琳Anna Law地區工作 Facebook專頁
- 羅伊琳的Instagram帳戶
- 羅伊琳的threads帳戶 （页面存档备份，存于）
- 羅伊琳在香港影庫上的簡介

| 議會席位 | 議會席位                                   | 議會席位 |
| -------- | ------------------------------------------ | -------- |
| 新頭銜   | 沙田區議會 沙田北選區區議員 2024年1月1日－ | 現任     |